# كريس باتلر (لاعب هوكي الجليد)
كريس باتلر (بالإنجليزية: Chris Butler)‏ هو لاعب هوكي الجليد أمريكي، ولد في 27 أكتوبر 1986 في سانت لويس في الولايات المتحدة.

## وصلات خارجية
- كريس باتلر على موقع دوري الهوكي الوطني (الإنجليزية)
- كريس باتلر على موقع قاعة مشاهير الهوكي (لاعب أن.إتش.أل) (الإنجليزية)
- كريس باتلر على موقع EliteProspects.com (الإنجليزية)
- كريس باتلر على موقع HockeyDB.com (الإنجليزية)
- كريس باتلر على موقع Hockey-Reference.com (الإنجليزية)